# Бартаз (посёлок)
Бартаз (азерб. Bartaz) — посёлок в Зангеланском районе Азербайджана. Расположен в административно-территориальном округе села Бартаз.

## География
Посёлок находится на равнине.

## История
Населённый пункт был основан семьями переселившимися из окрестных деревень в местность вокруг железнодорожной станции Бартаз.
В ходе Первой карабахской войны посёлок перешёл под контроль непризнанной НКР. Согласно её административно-территориальному делению входил в Кашатагский район НКР.
9 ноября 2020 года Президент Азербайджана Ильхам Алиев объявил, что в ходе Второй карабахской войны азербайджанская армия вернула контроль над посёлком, тем самым обеспечив полный контроль над азербайджано-иранской границей.

## Топонимика
Посёлок получил своё название от одноимённой горы в этой местности.